# Body Wishes
Body Wishes är ett musikalbum av Rod Stewart. Det lanserades på skivbolaget Warner Bros. Records i juni 1983. Skivan fortsatte i samma spår som Stewart inlett på albumet Tonight I'm Yours med tydligt syntinspirerad popmusik. Bäst gick singeln "Baby Jane" som placerade sig som etta på Englandslistan och hamnade på plats #14 i USA. Skivan sågades av musikkritker när den släpptes. Simon Kinnersley skrev bland annat i tabloidtidningen News of the World att Rod Stewarts karriär var över i en artikel med titeln "To Old to Rock and Roll". Albumet blev det första sedan hans debut att inte sälja guld i USA.

## Låtlista
1. "Dancin' Alone"
2. "Baby Jane"
3. "Move Me"
4. "Body Wishes"
5. "Sweet Surrender"
6. "What Am I Gonna Do (I’m So in Love with You)"
7. "Ghetto Blaster"
8. "Ready Now"
9. "Strangers Again"
10. "Satisfied"

## Listplaceringar
- Billboard 200, USA: #30[1]
- UK Albums Chart, Storbritannien: #5[2]
- Topplistan, Sverige: #3[3]